# مرتع

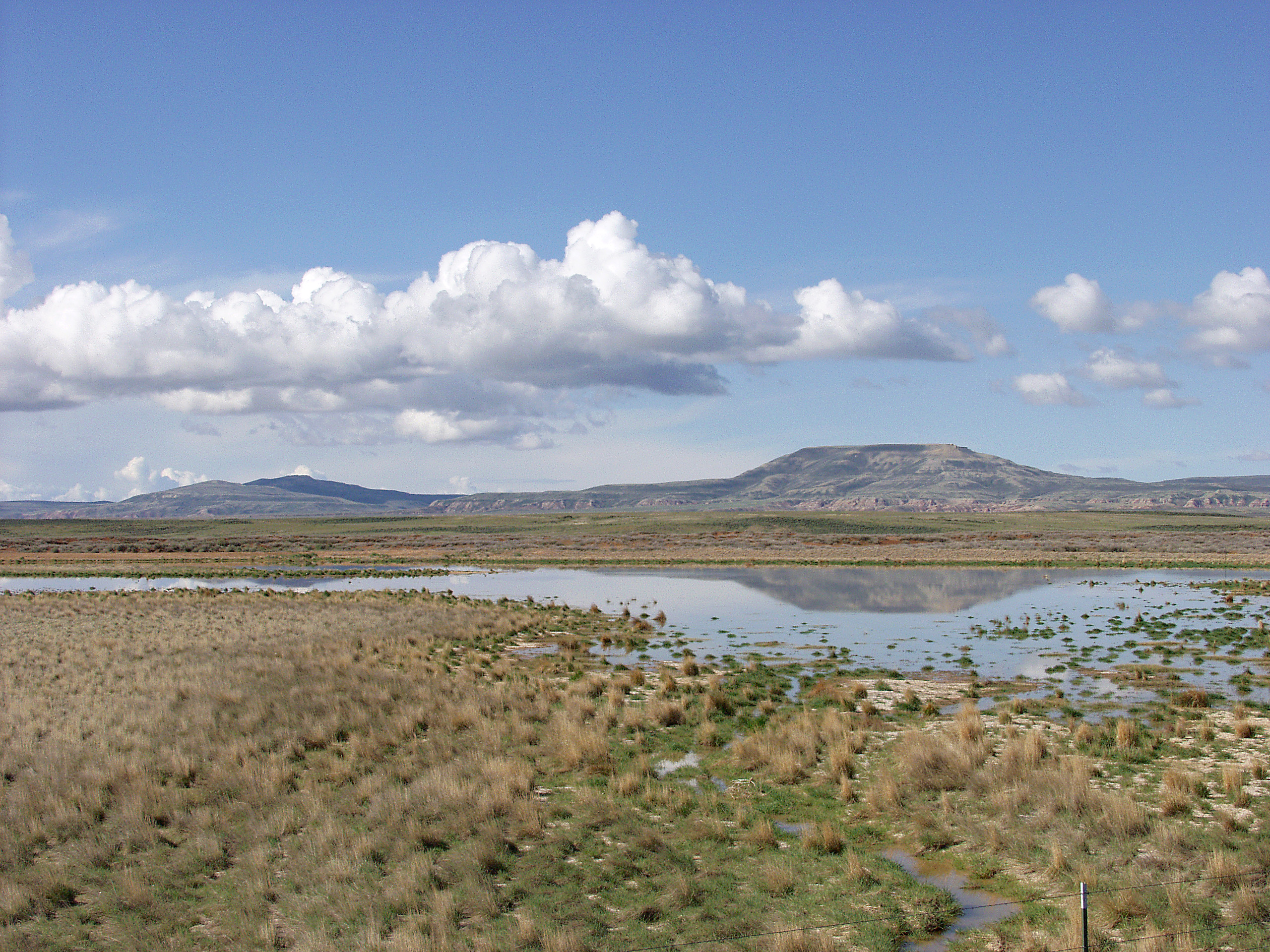
مرتع صحرای سرخ در وایومینگ. آب حاصل از برف ذوب‌شده روی زمین دیدیه می‌شود. چنین ذوبی منبع اصلی آب‌های سطحی در وایومینگ است.

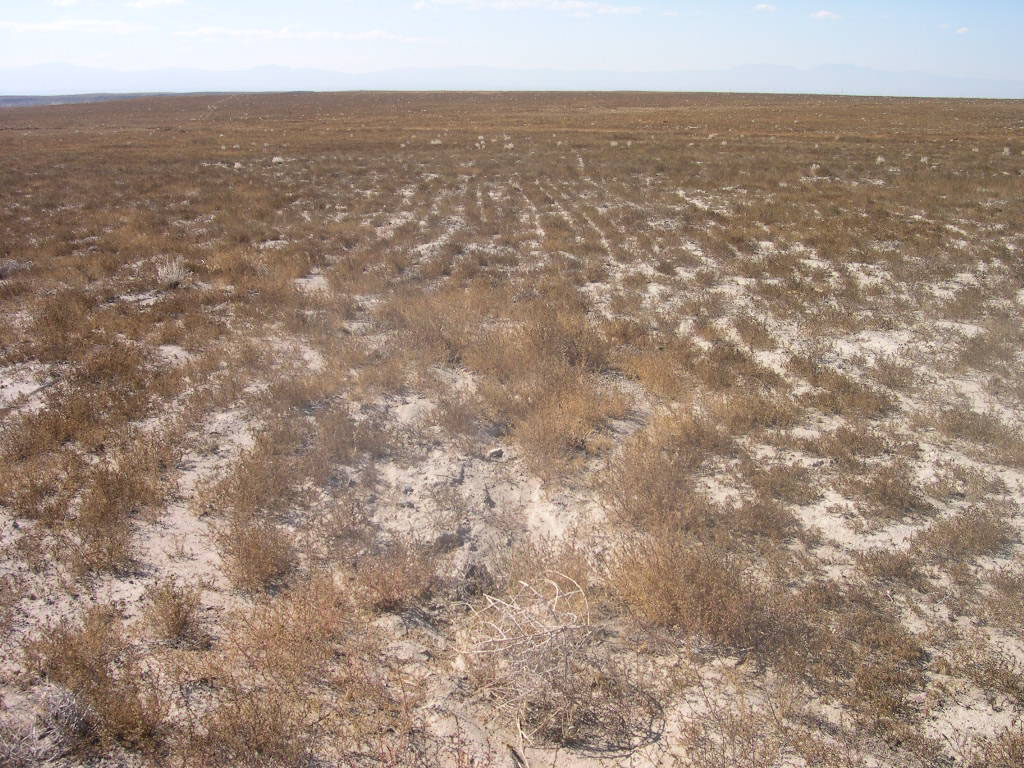
علف‌های هرز تنها چیزی است که در آیداهو پس از چرای بی‌رویه، آتش‌سوزی‌های جنگلی و پیامد آن هجوم گونه‌های غیربومی باقی می‌ماند. خار روسی (Kali tragus) تنها گونه گیاهی است که در این تصویر دیده می‌شود.

مرتع (به انگلیسی: Rangeland)، به سبزه‌زار، علفزار، بوته‌زار، درختزار، تالاب و بیابان گفته می‌شود که دام اهلی یا حیات وحش آن را چرا می‌کنند. انواع مراتع شامل مرغزارهای چمن‌بلند و چمن‌کوتاه، علفزارها و بوته‌زارهای بیابانی، درختزارها، گرم‌دشت ساوانا، بیشه‌زارهای چاپارال، سبزدشت (استپ) و توندرا است. مراتع شامل جنگل‌های بدون پوشش گیاهی زیرزمینی قابل چرا، بیابان بایر، زمین‌های کشاورزی یا زمین‌های پوشیده از سنگ جامد، بتن و/یا یخچال‌های طبیعی نمی‌شود.
مراتع از اراضی چراگاه متمایز هستند زیرا عمدتاً به جای گیاهانی که توسط انسان ایجاد شده‌اند، پوشش گیاهی بومی دارند. مراتع نیز عمدتاً با شیوه‌هایی مانند چرای مدیریت‌شده دام و آتش کنترل‌شده به جای اعمال کشاورزی فشرده‌تر بذرپاشی، آبیاری و استفاده از کودها مدیریت می‌شوند.
چراکردن یکی از کاربردهای مهم مراتع است اما واژه «مرتع» (rangeland) مترادف با «چراگاه» (grazingland) نیست. چرای دام می‌تواند برای مدیریت مراتع با برداشت علوفه برای تولید دام، تغییر ترکیب گیاهی یا کاهش بار سوخت استفاده شود.

## انواع مراتع

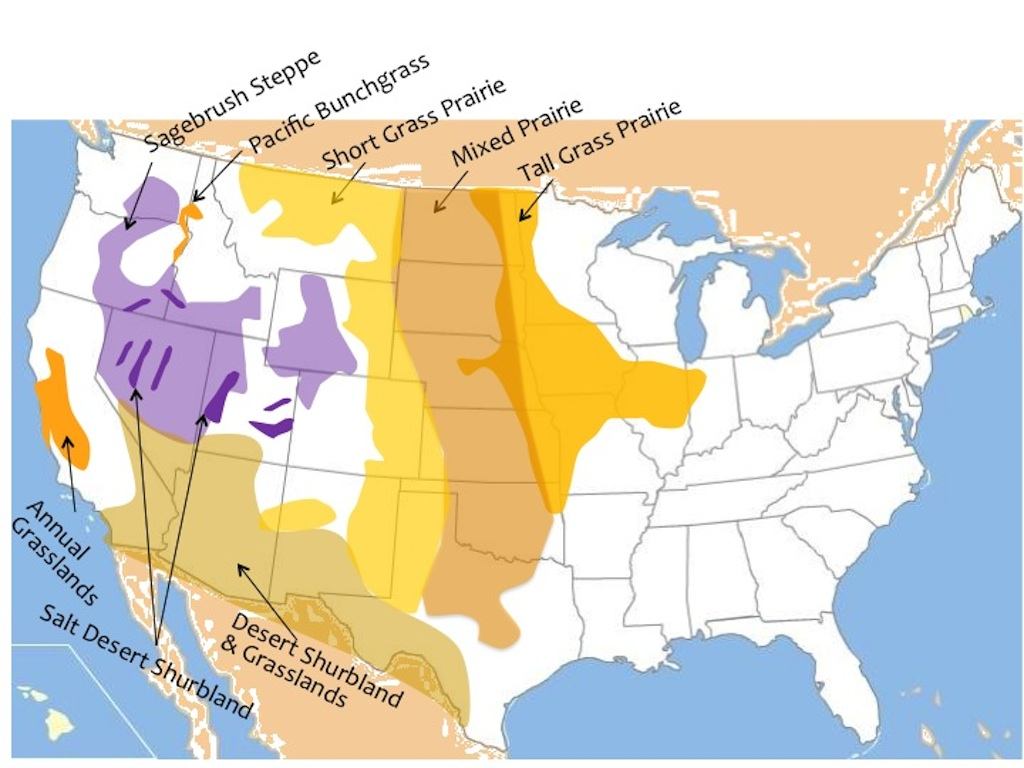
مراتع ایالات متحده

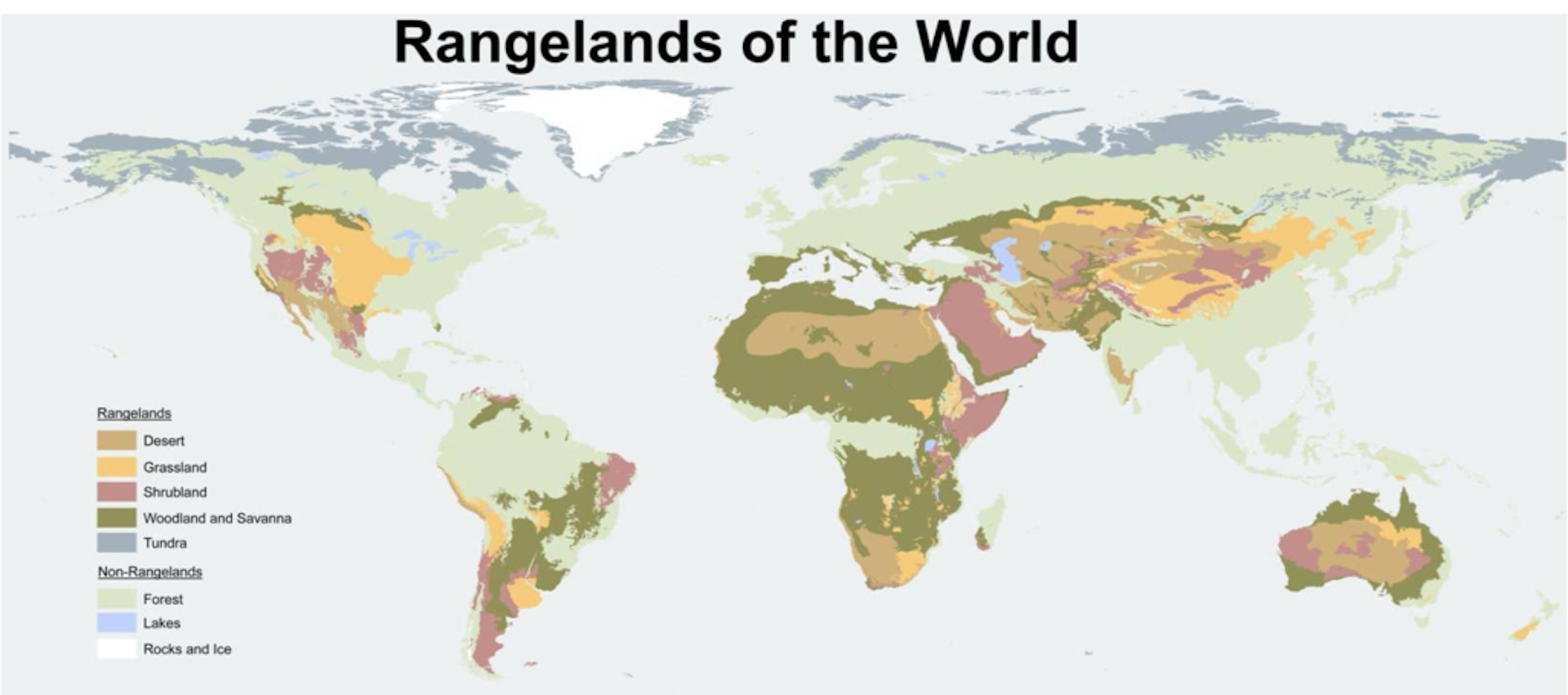
نقشه‌ای که مراتع جهان و مناطقی که مرتع نیستند را نشان می‌دهد

- مرغزار
- چمنزار
- سبزدشت (استپ)
- پامپاس
- بوته‌زار و درختچه‌زار
- درختزار
- ساوانا
- کویر و بیابان
- توندرا